# Морозовский (Краснодарский край)
Морозовский — хутор в Приморско-Ахтарском районе Краснодарского края.
Входит в состав Бородинского сельского поселения.

## География

### Улицы
- пер. Южный,
- ул. Комсомольская,
- ул. Ленина,
- ул. Молодёжная,
- ул. Морская,
- ул. Набережная,
- ул. Новая,
- ул. Октябрьская,
- ул. Пионера,
- ул. Тельмана.

## Население
| 2002 | 2010 |
| ---- | ---- |
| 556  | ↘486 |